# Jean-Paul Théorêt
Jean-Paul Théorêt (Montréal, 19 juillet 1936 – 6 mars 2013) est un homme d'affaires et un homme politique québécois. Il a été le député libéral de Vimont à l'Assemblée nationale du Québec de 1985 à 1989. Candidat défait à la mairie de Laval en 1989, il est nommé à des tribunaux administratifs dans le secteur de l'énergie et devient président de la Régie de l'énergie du Québec de 2005 à 2013.

## Biographie
François Théorêt et de Rosilda Martel, Jean-Paul Théorêt poursuit des études en administration à l'Université Cornell. De retour au Québec, il devient responsable de supermarchés de la chaîne Dominion Stores à Montréal-Est, de 1960 à 1971. Il est recruté par Hudon et Daudelin et devient vice-président, Promotion et marketing de l'entreprise de distribution alimentaire, un poste qu'il occupera jusqu'en 1978. Il dirige ensuite plusieurs marchés d'alimentation.
Il est élu député de Vimont lors de l'élection générale de 1985 sous la bannière du Parti libéral du Québec, défaisant le ministre péquiste Jean-Guy Rodrigue. En tant que député, il est brièvement adjoint parlementaire du ministre de l'Industrie, du Commerce et de la Technologie, mais démissionne en mai 1989 pour se porter candidat à la mairie de Laval à la tête du Parti du renouveau municipal. Il sera défait par Gilles Vaillancourt lors de l'élection municipale de novembre 1989.
Théorêt devient commissaire de la Régie du gaz naturel du Québec de 1990 à 1997, puis devient membre de l'Office national de l'énergie à compter de février 1999  pour un mandat de sept ans. Il est promu vice-président de l'organisme fédéral en 2003. En 2005, il est nommé président de la Régie de l'énergie du Québec. À ce titre, il participera à plusieurs comités de la North American Electric Reliability Corporation et de l'Association canadienne des membres des tribunaux d'utilité publique (CAMPUT). Il a quitté son poste le 20 février 2013, quelques semaines avant son décès.